# Lamprodila assamensis
Lamprodila assamensis es una especie de escarabajo barrenador metálico del género Lamprodila, de la familia Buprestidae, orden Coleoptera.

## Distribución
Se distribuye por la región indomalaya.

## Taxonomía
Fue descrita por Stebbing en 1914.